# هيروكي إيكورا
هيروكي إيكورا (باليابانية: 飯倉 大樹) (1 يونيو 1986 في آوموري في اليابان – )؛ هو لاعب كرة قدم ياباني سابق كان يلعب كحارس مرمى.

## وصلات خارجية
- هيروكي إيكورا على موقع رابطة كرة القدم اليابانية للمحترفين (اليابانية)
- هيروكي إيكورا على موقع قاعدة بيانات كرة القدم.إي يو (الإنجليزية)
- هيروكي إيكورا على موقع Soccerway.com (الإنجليزية)
- هيروكي إيكورا على موقع عالم كرة القدم.نت (الإنجليزية)
- هيروكي إيكورا على موقع كووورة